# Oreshak Peak
Der Oreshak Peak (englisch; bulgarisch връх Орешак wrach Oreschak) ist ein 2800 m hoher Berg im westantarktischen Ellsworthland. Er ragt 1,75 km nordnordwestlich des Golemani Peak, 6,86 km nordnordöstlich des Mount Todd, 6,36 km ostsüdöstlich des Mount Goldthwait, 4,43 km südwestlich des Mount Schmid und 2,66 km westlich des Fucha Peak in den Bangey Heights im nordzentralen Teil der Sentinel Range des Ellsworthgebirges auf. Der Patlejna-Gletscher liegt südsüdwestlich, der Embree-Gletscher westlich und nördlich von ihm.
US-amerikanische Wissenschaftler kartierten ihn 1988. Die bulgarische Kommission für Antarktische Geographische Namen benannte ihn 2011 nach Ortschaften im Norden und Nordosten Bulgariens.